# Indische Cricket-Nationalmannschaft in England in der Saison 2004
Die Tour der indischen Cricket-Nationalmannschaft nach Englanda in der Saison 2004 fand vom 1. bis zum 5. September 2004 statt. Die internationale Cricket-Tour war Bestandteil der Internationalen Cricket-Saison 2004 und umfasste drei ODIs. England gewann die Serie 2–1.

## Vorgeschichte
England spielte zuvor eine Tour gegen die West Indies, Indien ein Drei-Nationen-Turnier in den Niederlanden.
Das letzte Aufeinandertreffen der beiden Mannschaften bei einer Tour fand in der Saison 2002 in England statt.
Die Tour diente der Vorbereitung der ICC Champions Trophy 2004, die im Anschluss in England ausgetragen wurde.

## Stadien
Die folgenden Stadien wurden für die Tour als Austragungsort vorgesehen.
| Stadion               | Stadt      | Kapazität | Spiele |
| --------------------- | ---------- | --------- | ------ |
| The Oval              | London     | 23.500    | 2. ODI |
| Lord’s Cricket Ground | London     | 30.000    | 3. ODI |
| Trent Bridge          | Nottingham | 15.350    | 1. ODI |

## Kaderlisten
| ODI | ODI |
| England | Indien |
| --- | --- |
| - Michael Vaughan (K) - Marcus Trescothick (VK) - Paul Collingwood - Andrew Flintoff - Ashley Giles - Darren Gough - Stephen Harmison - Geraint Jones (wk) - Anthony McGrath - Vikram Solanki - Andrew Strauss - Alex Wharf | - Sourav Ganguly (K) - Ajit Agarkar - Lakshmipathy Balaji - Rahul Dravid (wk) - Rohan Gavaskar - Harbhajan Singh - Mohammad Kaif - Dinesh Karthik (wk) - Anil Kumble - VVS Laxman - Ashish Nehra - Irfan Pathan - Virender Sehwag - Yuvraj Singh |

## One-Day Internationals

### Erstes ODI in Nottingham
| 1. September Scorecard | Nottingham | Indien 170 (43.5)             | – | England 171-3 (32.2) |
|                        |            | England gewinnt mit 7 Wickets |   |                      |

### Zweites ODI in London
| 3. September Scorecard | London (The Oval) | England 307-5 (50)          | – | Indien 237 (46.3) |
|                        |                   | England gewinnt mit 70 Runs |   |                   |

### Drittes ODI in London
| 5. September Scorecard | London (Lord’s) | Indien 204 (49.3)          | – | England 181 (48.2) |
|                        |                 | Indien gewinnt mit 23 Runs |   |                    |

## Statistiken
Die folgenden Cricketstatistiken wurden bei dieser Tour erzielt.
| ODIs             | ODIs       | ODIs    | ODIs    | ODIs    | ODIs    | ODIs    | ODIs    | ODIs    |
| Batting          | Batting    | Batting | Batting | Batting | Batting | Batting | Batting | Batting |
| Spieler          | Mannschaft | Spiele  | Innings | Runs    | Average | HS      | 100s    | 50s     |
| ---------------- | ---------- | ------- | ------- | ------- | ------- | ------- | ------- | ------- |
| Andrew Flintoff  | England    | 2       | 2       | 133     | 133,00  | 99      | 0       | 1       |
| Sourav Ganguly   | Indien     | 3       | 3       | 121     | 40,33   | 90      | 0       | 1       |
| Vikram Solanki   | England    | 3       | 3       | 109     | 36,33   | 52      | 0       | 1       |
| Mohammad Kaif    | Indien     | 3       | 3       | 103     | 34,33   | 51      | 0       | 2       |
| Paul Collingwood | England    | 3       | 2       | 83      | 83,00   | 79*     | 0       | 1       |
| Bowling          |            |         |         |         |         |         |         |         |
| Spieler          | Mannschaft | Spiele  | Overs   | Wickets | Average | BBI     | 5W      | 10W     |
| Steve Harmison   | England    | 3       | 26.5    | 7       | 16,28   | 4/22    | 0       | 0       |
| Darren Gough     | England    | 3       | 27      | 7       | 17,14   | 4/50    | 0       | 0       |
| Alex Wharf       | England    | 3       | 23.3    | 6       | 17,83   | 3/30    | 0       | 0       |
| Harbhajan Singh  | Indien     | 2       | 20      | 5       | 8,40    | 3/28    | 0       | 0       |
| Ashley Giles     | England    | 3       | 30      | 5       | 18,80   | 3/26    | 0       | 0       |

## Player of the Series
Als Player of the Series wurden die folgenden Spieler ausgezeichnet.
| Serie | Player of the Series |
| ----- | -------------------- |
| ODI   | Steve Harmison       |

### Player of the Match
Als Player of the Match wurden die folgenden Spieler ausgezeichnet.
| Spiel  | Player of the Match |
| ------ | ------------------- |
| 1. ODI | Alex Wharf          |
| 2. ODI | Andrew Flintoff     |
| 3. ODI | Sourav Ganguly      |